# Complexe gouvernemental de Séoul
Le complexe gouvernemental de Séoul, anciennement complexe du gouvernement central, est un immeuble abritant plusieurs administrations du gouvernement de la Corée du Sud comme le ministère de l'Unification. Il est situé dans l'arrondissement de Jongno-gu.

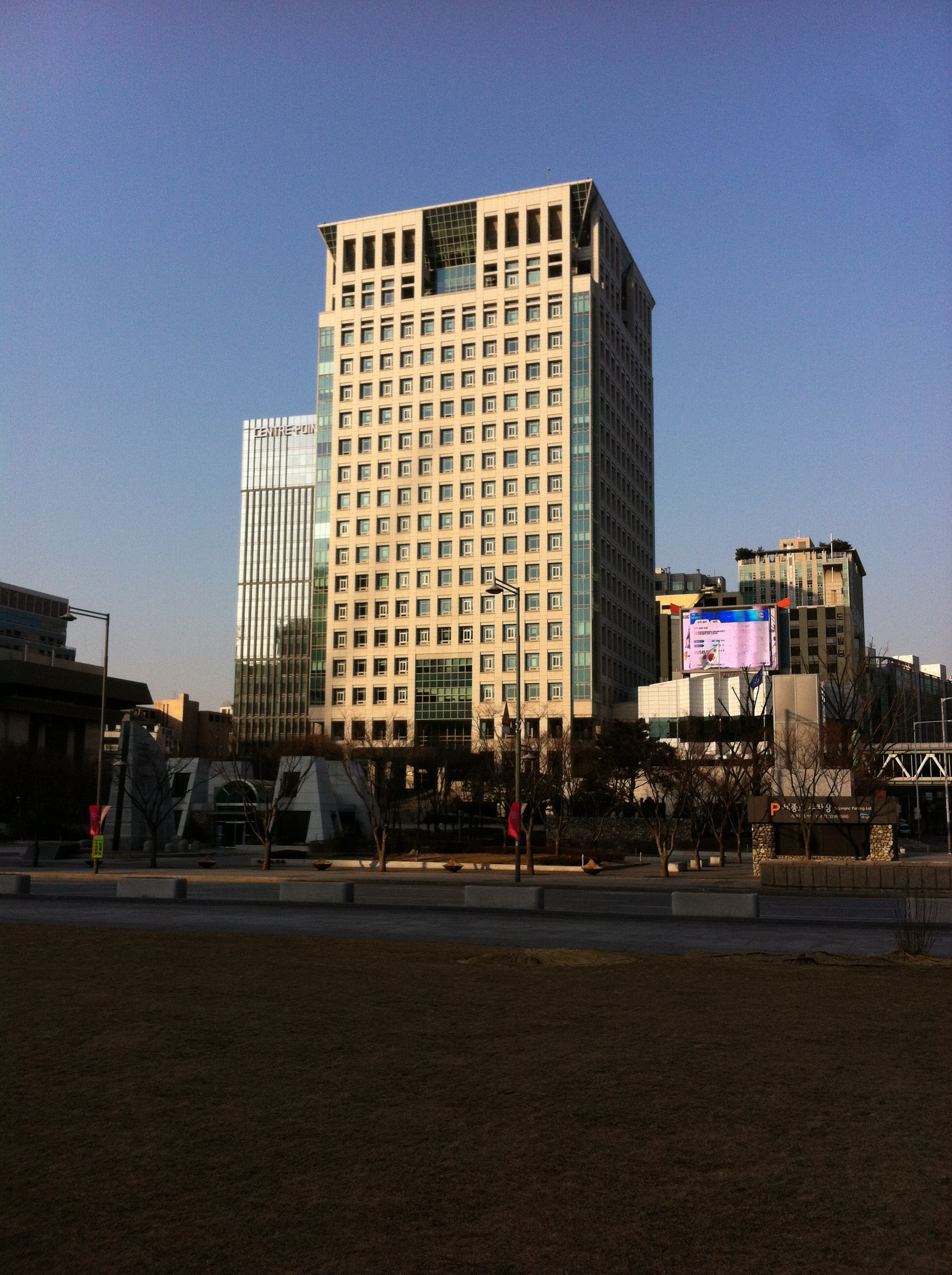
L'annexe du complexe gouvernemental de Séoul.